# رضا کایالپ
رضا کایالپ (ترکی استانبولی: Rıza Kayaalp ترکی عثمانی: رضا قایا الپ)؛ زادهٔ ۱۰ اکتبر ۱۹۸۹) کشتی‌گیر کشور ترکیه در دستهٔ فوق سنگین کشتی فرنگی است. او در سه دوره پیاپی بازی‌های المپیک ۲۰۱۲ لندن، ۲۰۱۶ ریو و ۲۰۲۰ توکیو برندهٔ دو مدال برنز و یک نقره شده‌است. او همچنین قهرمان پنج دورهٔ مسابقات قهرمانی کشتی جهان و نیز برندهٔ مدال طلای بازی‌های اروپایی ۲۰۱۵ باکو است.
کایالپ در مسابقات قهرمانی کشتی اروپا یازده بار به قهرمانی رسیده‌است که از رکوردداران تاریخ این مسابقات به‌شمار می‌رود. از دیگر افتخارات او کسب دو مدال طلا در بازی‌های مدیترانه است.

## فعالیت حرفه‌ای

### المپیک ۲۰۱۶ ریو
کایالپ در سال ۲۰۱۶ میلادی در المپیک ریو در وزن ۱۳۰ کیلو حاضر بود که اروین کارابالو از ونزوئلا، صباح شریعتی از آذربایجان و ادوارد پوپ از آلمان را شکست داد و به مرحله فینال رسید. در مرحله نهایی ۶ بر صفر از میخایین لوپز کوبایی شکست خورد و به مدال نقره رسید.

### مسابقات قهرمانی کشتی جهان ۲۰۱۷
کایالپ در وزن ۱۳۰ کیلو مسابقات قهرمانی کشتی جهان ۲۰۱۷ پاریس حاضر بود که مؤمن جان عبدالله‌یف از ازبکستان، کیریال هریشچانکا از بلاروس و اسکار پینو از کوبا را شکست داد و به مرحله فینال رسید. در مرحله نهایی توانست با غلبه بر هیکی نابی استونیایی، مدال طلا را بدست آورد.

### مسابقات قهرمانی کشتی جهان ۲۰۱۹
کایالپ در وزن ۱۳۰ کیلوگرم کشتی فرنگی مسابقات قهرمانی کشتی جهان ۲۰۱۹ نورسلطان حاضر بود که یاسمانی آکوستا از شیلی، منگ لینگ‌ژی از چین، یاکوبی گاجایا از گرجستان و ادوارد پوپ از آلمان را شکست داد و به فینال رسید. وی در فینال اسکار پینو از کوبا را شکست داد و مدال طلا وزن ۱۳۰ کیلوگرم را بدست آورد.

### المپیک ۲۰۲۰ توکیو
کایالپ در وزن ۱۳۰ کیلوگرم کشتی فرنگی المپیک ۲۰۲۰ توکیو حاضر بود که در کشتی‌های اول و دوم مانتاس کنیستاتاس از لیتوانی و ادوارد پوپ از آلمان را شکست داد اما در نیمه نهایی به میخایین لوپز از کوبا باخت و به دیدار رده‌بندی رفت. وی در دیدار رده‌بندی امین میرزازاده از ایران را شکست داد و مدال برنز وزن ۱۳۰ کیلوگرم را بدست آورد.

### قهرمانی کشتی جهان ۲۰۲۳
کایالپ در وزن ۱۳۰ کیلوگرم کشتی فرنگی قهرمانی کشتی جهان ۲۰۲۳ بلگراد شرکت کرد، او در این مسابقات اولکساندر چرنتسکی از اوکراین، آلین الکسوج از رومانی و مومن‌جان عبدالله‌یف از ازبکستان را شکست داد و به فینال رسید. وی در فینال امین میرزازاده از ایران شکست خورد و صاحب گردن آویز نقره شد.

## افتخارات

### المپیک
- المپیک تابستانی لندن ۲۰۱۲ – ۱۳۰ ک‌گ
- المپیک تابستانی ریو ۲۰۱۶ – ۱۳۰ ک‌گ
- المپیک تابستانی توکیو ۲۰۲۰ – ۱۳۰ ک‌گ

### قهرمانی جهان
- قهرمانی کشتی جهان هرنینگ ۲۰۰۹ – ۱۲۰ ک‌گ
- قهرمانی کشتی جهان مسکو ۲۰۱۰ – ۱۲۰ ک‌گ
- قهرمانی کشتی جهان استانبول ۲۰۱۱ – ۱۲۰ ک‌گ
- قهرمانی کشتی جهان بوداپست ۲۰۱۳ – ۱۲۰ ک‌گ
- قهرمانی کشتی جهان تاشکند ۲۰۱۴ – ۱۳۰ ک‌گ
- قهرمانی کشتی جهان لاس وگاس ۲۰۱۵ – ۱۳۰ ک‌گ
- قهرمانی کشتی جهان پاریس ۲۰۱۷ – ۱۳۰ ک‌گ
- قهرمانی کشتی جهان نورسلطان ۲۰۱۹ – ۱۳۰ ک‌گ
- قهرمانی کشتی جهان بلگراد ۲۰۲۲ – ۱۳۰ ک‌گ
- قهرمانی کشتی جهان بلگراد ۲۰۲۳ – ۱۳۰ ک‌گ

### قهرمانی اروپا
- قهرمانی کشتی اروپا باکو ۲۰۱۰ – ۱۲۰ ک‌گ
- قهرمانی کشتی اروپا دورتموند ۲۰۱۱ – ۱۲۰ ک‌گ
- قهرمانی کشتی اروپا بلگراد ۲۰۱۲ – ۱۲۰ ک‌گ
- قهرمانی کشتی اروپا تبلیس ۲۰۱۳ – ۱۲۰ ک‌گ
- قهرمانی کشتی اروپا وانتا ۲۰۱۴ – ۱۳۰ ک‌گ
- قهرمانی کشتی اروپا ریگا ۲۰۱۶ – ۱۳۰ ک‌گ
- قهرمانی کشتی اروپا نووی ساد ۲۰۱۷ – ۱۳۰ ک‌گ
- قهرمانی کشتی اروپا کاسپییسک ۲۰۱۸ – ۱۳۰ ک‌گ
- قهرمانی کشتی اروپا بخارست ۲۰۱۹ – ۱۳۰ ک‌گ
- قهرمانی کشتی اروپا ورشو ۲۰۲۱ – ۱۳۰ ک‌گ
- قهرمانی کشتی اروپا بوداپست ۲۰۲۲ – ۱۳۰ ک‌گ
- قهرمانی کشتی اروپا زاگرب ۲۰۲۳ – ۱۳۰ ک‌گ
- قهرمانی کشتی اروپا بخارست ۲۰۲۴ – ۱۳۰ ک‌گ

### بازی‌های اروپایی
- بازی‌های اروپایی باکو ۲۰۱۵ – ۱۳۰ ک‌گ

## محرومیت
رضا کایالپ به خاطر اظهارات نژادپرستانه‌ای که در اوت ۲۰۱۳ علیه ارمنی‌ها و یونانیان داشت شش ماه از سوی فیلا تعلیق شد. کایالپ هنگام ناآرامی‌های پارک گزی، در پیام‌های اینترنتی خود به ارمنی‌ها و یونانی‌ها بی‌احترامی کرده‌بود.